# 登美丘町
登美丘町（とみおかちょう）は、大阪府南河内郡にあった町。現在は堺市東区の一部にあたる。南海高野線北野田駅を中心とする地域で、昭和初期に分譲された高級住宅街・大美野が含まれる。

## 歴史
- 1950年（昭和25年）4月1日 - 野田村と大草村が合併し、登美丘町として町制施行する。大字大美野に町役場を設置。
- 1962年（昭和37年）4月1日 - 堺市に編入合併され消滅。

## 名前の由来
野田村と大草村との合併の際、両村の合併委員会が新しい町名を募集し、当時の野田村大字西野の木村亀次が応募し入選してその名に決まった。現在でも学校名（登美丘西小学校、登美丘東小学校、登美丘南小学校、登美丘中学校、登美丘高等学校）に引き継がれている。